# RIA (magazine)
Pour les articles homonymes, voir Ria.
RIA, revue de l'industrie agroalimentaire édité par les Éditions Fitamant, est un magazine mensuel de la presse agricole en France destiné aux professionnels de l'agroalimentaire.

## Historique
Le premier numéro de Ria est sorti en 1953.
Ria soutient le concours Agropole, le développement durable de l'agroalimentaire depuis 1994.
En 2011 RIA lance le service RIAFoodTech qui s'adresse aux professionnels de l'agroalimentaire.
En 2012, RIA propose une nouvelle version de sa lettre d'information hebdomadaire : RIANews.
Elle lance en 2014 le prix Riaglobes, initiatives agroalimentaires à l'international avec le ministère de l'agriculture de l'agroalimentaire et de la forêt.

## Rubriques
- Actualité agroalimentaires[6]
- Offre des fournisseurs de l'agroalimentaire[7]

- L'Agroalimentaire en images[8]
- Annonces agroalimentaires[9]

## Diffusion[10]
| Titre        | 2012 | 2013 | 2014 | 2015 | 2016 |
| ------------ | ---- | ---- | ---- | ---- | ---- |
| Ria Magazine | 7515 | 7554 | 7884 | 7624 | 7686 |